# Majordom (criat)

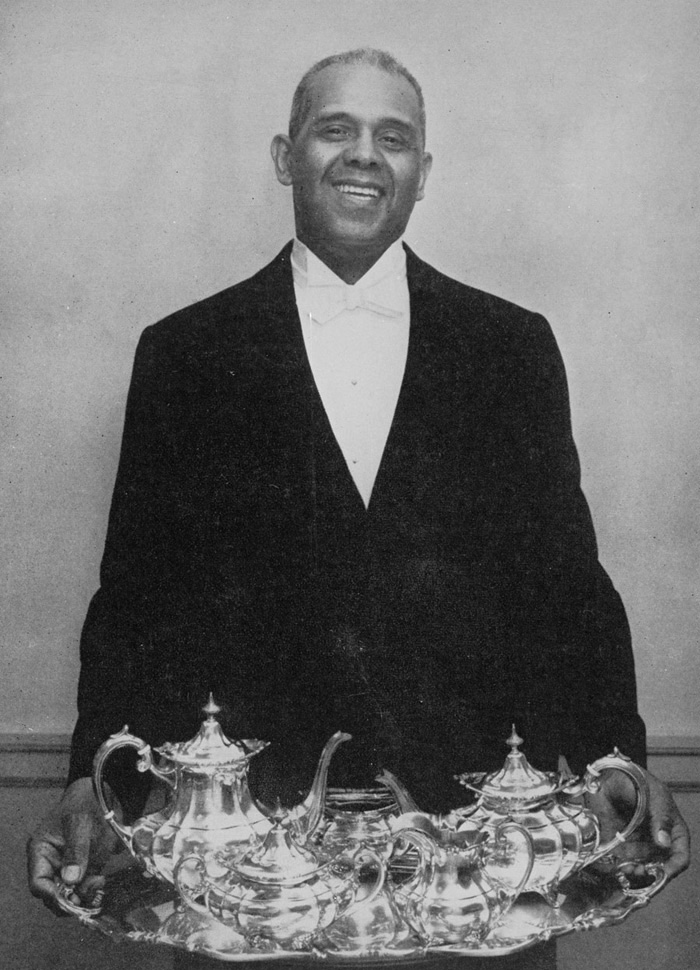
Alonzo Fields, majordom a la Casa Blanca durant molts anys.

Un majordom és una persona que treballa com a criat de major rang en el servei d'una casa. És el responsable d'administrar el govern econòmic i d'organitzar i supervisar les tasques del servei en una casa o hisenda. També actua com a assistent personal de la família per a la qual treballa.
El majordom serveix els àpats, dona la benvinguda als convidats i organitza la rutina diària dels altres criats, així com festes, recepcions, viatges i altres esdeveniments, a més de les compres, gestió de personal i comptabilitat de la llar. Un majordom sovint porta uniforme. En una casa tradicional el majordom dirigeix els criats, mentre que la majordoma dirigeix a les criades. Tradicionalment, els criats estaven més ben pagats i tenien un major estatus que les criades.

## Tipus de majordom
Antigament, es distingien les següents classes de majordom:
- Majordom d'estat: persona el càrrec de la qual era la cura de la servitud de l'estat dels cavallers a la casa reial.
- Majordom d'estrat: el que a palau cuidava de la taula del gentilhome.
- Majordom de fàbrica: el que recaptava el dret de fàbrica.
- Majordom major: cap principal de palau. El seu principal càrrec era la cura i el govern de la casa reial.
- Majordom de setmana: majordom suplent del majordom major: el seu càrrec era suplir la tasca d'aquest en la seva absència.
- Majordom d'artilleria: en l'orde militar, encarregat dels pertrets i municions d'artilleria